# جالونجونج
جبل جالونجونج هو بركان طبقي نشط في جاوة الغربية في إندونسيا. يقع البركان إلى الجنوب الغربي من عاصمة محافظة جاوة الغربية بحوالي 80 كم.
ولأول مرة منذ عام 1921 بعدما انتهت الثورانات البركانية وبدت الأحوال طبيعية، رُفعت إشارات التحذير مرة أخرى في 12 فبراير/شباط 2012 بناء على التغيرات في الظروف.